# Droga krajowa B197 (Niemcy)
Droga krajowa 197 (niem. Bundesstraße 197, B 197) – niemiecka droga krajowa przebiegająca  z zachodu na północ od skrzyżowania z drogą B104 w Küssow do skrzyżowania z drogą B110 w Anklam w Meklemburgii-Pomorzu Przednim.